# 危ノーマル系女子
『危ノーマル系女子』（アブノーマルけいじょし）は、真田ジューイチによる日本の漫画作品。ウェブコミック配信サイト『COMIC メテオ』にて連載中。コミックスは2018年8月現在、3巻まで刊行中。

## 概要
冷めた性格の少年・秕シンヤと、彼の周りにいる7人の個性的な女たちの狂気と恋愛に満ちた生活を描いた漫画作品。
作者である真田は、本作の誕生のきっかけについて「当時、乙一の『GOTH』や米澤穂信の〈小市民〉シリーズといった、主人公たちが日常の裏で様々な事件に巻き込まれるミステリ小説を気に入っており、ミステリの要素のある漫画をやりたいと考え、『ヒャッコ』連載休止中も常にアイデアを考えていた」と話しており、「構想当初は様々な属性の少女たちに振り回される少年を描いた、コメディ色の強い作品にする予定もあったが、ヒロインの中に殺人鬼がいたため自然と現在のような形になった」と述べている。
初期構想のシンヤは個性的な少女たちに振り回されて慌てふためく役柄だったが、サスペンス寄りになった時点でヒロインと淡々と付き合えるようにしたいという真田の考えから、現在のようなキャラクター付けになった。
真田は本作のコンセプトを「ヒロイン全員が変な属性もち」としており、自身の作品はキャラクターを主軸としているという考えから、ヒロインたちのデザインをそれぞれの属性に合わせたものにしたと述べている。
また、「フィクションではあるものの世界観がリアル寄りであるため、女の子が何人もいて全員美人というのはおかしい」という考えから、ヒロインすべてを美少女として描くことはせず、たとえば吸血鬼である赤鐘を若干崩れた顔つきにしたと真田は述べている。その一方、真田はストーカーである十華のデザインに苦労し、表紙を飾ったこともあるメインヒロインであるため、最終的には美少女として描いたと振り返っている。
登場人物の名前はそれぞれの属性を意味する読み方や漢字が用いられており、たとえば十華は読み方を変えるとストーカーに結びつくように名付けられている。

## 登場人物

### 主要人物
秕シンヤ（しいな シンヤ）
本作の主人公。八日館高校に通学している男子生徒。基本的に無骨かつ事なかれ主義な性格。刃物を蒐集する趣味がある。
女性を「ロクなものじゃない」と冷やかな目で見ているが、自分の周囲にいる女子たちをそれなりに大切に思っている描写もある。妹の迷を「世界一可愛い妹」「お兄ちゃん子（あまえんぼ）」と評する程のシスコン。翼十華にストーカーされている。
迷と男（鈴木朝人）が一緒にいた事を赤鐘から聞き、迷が狙われているのではないかと思い十華に調査を依頼、その調査報告で迷が朝人に狙われている事を確信、朝人が十華の警告を2度も無視した事で朝人の自宅で待ち伏せ、オモチャの銃を用いて彼に対して警告を行い、その場を後にした。鈴木朝人が殺害された事については「偶然」としているが、十華には疑われている。
御種の家にあった刀「霞のうた」を持ち出して黒へに渡していたが、霞のうたが盗品であった事と賽子がその刀を捜している事を知り、賽子と黒へを会わせたくないと考えたシンヤは霞のうたの回収を決意、朝人が撮影していたスナッフビデオと交換することで回収に成功、霞のうたは家に持ち帰らず雅美に預けている。
第3巻の発売を記念したプロモーションビデオでは、逢坂良太がシンヤ役を務めた。
万壌夜子（ばんじょう よるこ）
八日館高校に通学している女子生徒。薄い影に隠れた切れ長の瞳と真っ直ぐに切りそろえた前髪、ストレートのロングヘアが特徴。黒タイツを愛用。さつきを危険視しており、彼女に関わらないようシンヤに忠告したが、聞き入れられなかった。
「前世のシンヤは小国の領の主で、夜子はそれを守る騎士」と自称しており、彼に「妄想電波女」と称されている。シンヤのことはシンヤ様と呼び、彼に対して従順かつ丁寧な口調で接し、シンヤの妹である迷のことを「妹君」と呼んでいる。
シンヤが声を掛ける以前は、友達が一人もおらず会話も一切せず、常に本を読んでいた。シンヤが1年生の頃、彼に些細な用事から話し掛けられたことがきっかけで会う度に少しだけ言葉を交わす仲となる。
「08」でシンヤの依頼で迷を見張り、「09」では十華が朝人に警告する際には十華と行動を共にした。
「15」では朝人の自宅に侵入し、スナッフビデオが記録されたディスクを持ち出していた。
色村雅美（しきむら まさみ）
八日館高校に通学している女子生徒で、学校では優等生として知られている。若干ウェーブのかかった髪と眼鏡が特徴。シンヤの友人にあたり、彼のことは秕君と呼ぶ。
マゾヒストで、それを偶然知ってしまったシンヤを「自分の変わった趣味に付き合ってくれる貴重な『遊び相手』」と巻き込んで相手をさせている。夜子に「ド変態」と称されている。
シンヤとは中学生の頃に知り合い、この時から前述の性癖は既にあった。
威刈さつき（いかり さつき）
同じ学校に通うシンヤの幼馴染で、彼のことはシンちゃんと呼び、シンヤの妹の迷とは幼少から面識があった。前髪を額の上で結い上げた（所謂、ちょんまげ）頭が特徴。ジャージを愛用。虚ろな瞳に薄笑いを浮かべ、呂律が回らない口調で、一人称の「あたし」を「あらし」と言う他、「どこ」を「ろこ」と言ったり「お年玉」を「おろし玉」と言っている。女狐黒へ（後述）とは知り合い。
如月市内で発生している「連続通り魔殺人事件」（後述）の犯人。夜子に危険視されている。
10年前は泣き虫でいつもシンヤの後ろばかり付いてきていたが遠くへと引っ越し、それから10年後に彼と再会した。
「09」の終盤で朝人を殺害。彼に対して怒りを露わにしていたが、理由は不明。
翼十華（つばさ とおか）
八日館高校に通学している女子生徒。シンヤの友人に当たり、彼のことをシンヤ君と呼ぶ。ロングヘアの後頭部に大きなリボンをつけて登校することが多く、シンヤのクラスメイトの純太から「可愛い」と評されている。
シンヤと夜子に「妖怪『ツキマトイ』」と揶揄されるほど、シンヤにストーカー行為を繰り返しているが、自身がストーカーという自覚は無い。シンヤに「一番手間のかかる女」と評されている。日課は盗撮したシンヤの画像コレクションの整理。シンヤをストーキングする際にかかる費用は十華自身が負担しているが、シンヤの依頼で朝人を調査した際は、依頼したシンヤに対して調査に掛かった費用を請求していた。
本人によれば当初は盗撮・盗聴器類を取り付けてはシンヤに外されるを繰り返した後、数ヵ月に一度シンヤが思い出したように盗撮・盗聴器類を撤去するに留まるまでに進歩した（その翌日には新しい機器を設置している）とのこと。リアルタイムでの映像収集も行っている。
前述の盗聴・盗撮に加え、シンヤの私物の窃盗も行っている。更に「少なくともシンヤ君のことを守りきってくれるだろうから」と、夜子をシンヤの所に送り込むこともある。本人によれば、シンヤの行く所・寄る所を全て網羅しているが、彼を捕捉することに関してだけは夜子にわずかに及ばないとのこと。
「15」の終盤、シンヤの依頼を受けて朝人が撮影していたスナッフビデオを夜子経由で入手したが、シンヤに渡す際の失言が原因で、ネットカフェでのシンヤと赤鐘の会話を盗聴していた事をシンヤに気付かれる。賽子と黒へに対して何かしたのかというシンヤの問いかけに、「サイコ女（蓮墨賽子）とキツネ女（女狐黒へ）がとにかく困ればいいと思った、そのついでに吸血鬼と殺人鬼も困ればいいなと思った」という理由で、賽子に彼女が捜している物の情報をメールで2回教えたことをシンヤに打ち明けた。
第3巻の発売を記念したプロモーションビデオでは、藤井ゆきよが十華役を務めた。
内田夢路（うちだ ゆめじ）
八日館高校に通学している女子生徒。機械は好まず、携帯電話を持つようにシンヤに言われても拒否している。シンヤの友人であり、彼のことを秕くんと呼ぶ。下ろした黒髪を2つに束ねている。
生まれつき起きている事ができない体質で、1日の大半を眠って過ごしており、数日間眠り続ける事もある。また、323Hzの声や音が聴こえた時、目が醒めたり眠りについたりする。
登校しているが保健室から出た事がなく、寝姿を校内の生徒達に目撃されており、「眠り姫」のアダ名がついている。
新聞を読むことが唯一の趣味。「連続通り魔殺人事件」「如月市の殺人鬼」についてシンヤと話をしているが、彼に「当たらない推理ごっこ」と言われたことがある。
シンヤが「連続通り魔殺人事件」の5人目の犠牲者となった鈴木朝人の事を「天罰で殺された」と発言した際、シンヤを不謹慎と注意したが、彼の「当たらない推理ごっこするのも不謹慎じゃないのか」という反論に対しては「私には関係ない出来事」と返している。
奥居赤鐘（おくい あかね）
八日館高校に通学している女子生徒。シンヤの友人にあたり、彼のことをシイナシンヤと呼ぶ。
日光に酷く弱い体故、日傘と日焼け止めがないと外出もままならず、晴れの日は絶対に登校しない。ツインテールと夜目の利く瞳、白い肌と牙のような歯が特徴。
前述の容姿と人の生き血を啜って生きていることから、シンヤに「吸血鬼」と称されている。過去に何度も「突如同級生に噛み付き血を吸った」として問題を起こしている。血の味には好みがあるようで、シンヤのものは「美味い」と好んでいる。
御種迷（みたね めい）
苗字は違うがシンヤの妹であり、彼のことをお兄ちゃんと呼ぶ。若干つりあがった大きな瞳と黒髪のショートボブが特徴。 城下女子高等学校に通学している。
シンヤに対して強い独占欲があり、「シンヤの携帯電話の履歴を調べて、知らない着信履歴を見つけると消去する」「異性の友達をつくる事を許可していない」などシンヤを束縛しており、彼に依存している。幼少からの面識があったなどの理由により、さつきの事は「超がつく特例（シンヤ談）」で許可しているが、シンヤの携帯からさつきのアドレスを「間違って」と称して消している。

### 連続通り魔殺人事件の犠牲者
官林理絵子（かんばやし りえこ）
母親と二人暮らしをしていた、広告デザイナーの女性。名前と姿のみの登場。享年29歳。
葛木の住宅街の用水路傍で死亡している所を発見された。連続通り魔殺人事件の最初の犠牲者とされている。
小暮悠太（こぐれ ゆうた）
市内の食品販売会社に務めていた男性。名前と姿のみの登場。享年38歳。
自身が勤務していた会社所有の倉庫の駐車場で遺体が発見された。連続通り魔殺人事件の2人目の犠牲者。
圓環（つぶら たまき）
市内にある総合病院の医療事務として働いていた女性。名前のみの登場。享年35歳。
泉町の雑居ビルの路上で遺体が発見された。連続通り魔殺人事件の3人目の犠牲者。
浅間清香（あさま さやか）
春川中学校に通学していた女子生徒。名前と姿のみの登場。享年13歳。
萩原にある林道で血塗れの状態で倒れている所を発見された。連続通り魔殺人事件の4人目の犠牲者。
鈴木朝人（すずき ともひと）
城下女子高等学校で勤務していた男性教師。連続通り魔殺人事件の5人目の犠牲者。享年26歳。
「『情熱的になり過ぎず、踏み込み過ぎず、かといって突き放し過ぎず、付かず離れず そこはかとなく程ほどに』のスタンスで大抵の事は上手くこなせる」を持論としており、生徒達からはそれなりに懐かれていると自負していたが、本性は女性を強姦して殺害することに興奮を憶える異常性癖の持ち主で、初登場時点で既に3人殺害していた。十華に「人を殺める事に躊躇も罪悪感も無い」と指摘されている。本人も独白で「ヒトの倫理は既に棄てている」「たとえ終点が破滅だと決まっていても、私は獣として生きる」と語っている。スナッフビデオを撮っていたが、記録されたディスクが夜子によって持ち出され、十華経由でシンヤの手に渡り、最終的には女狐黒への手に渡った。
迷を4人目の標的に定めていたが、シンヤの依頼を受けた十華から4枚の写真を送り付けられ、これを無視した事で夜子を連れた十華に警告をされたが、これも無視して逆上、真由を4人目の標的として殺害、十華を5人目の標的に定めて真由の遺体を埋めて帰宅した後、待ち伏せていたシンヤにオモチャの銃を向けられ「引退」するよう警告され彼がその場から立ち去った後、外出した所をさつきにナイフで刺され死亡。
直江建牛（なおえ けんご）
レンタルショップ店員の男性。享年22歳。名前と姿のみの登場。
なのはな公園の敷地内で遺体で見つかった。連続通り魔殺人事件の6人目の犠牲者。

### はすみメンタルクリニック
蓮墨賽子（はすみ さいこ）
はすみメンタルクリニックで勤務している精神科医の女性。シンヤを少年（ボーイ）と呼んでいる。酒に弱く、酔っている時に話した内容を全て憶えていない。
約15年前に発生していた「東京都辻斬り連続殺人事件」（後述）の犯人で、3人殺害していた。赤鐘曰く、犯行動機は「世直しのつもりだった」3人殺害して犯行をやめた理由は「大学が忙しくなってきたから」。
自身の宝物としていた刀を何者か（賽子曰く「下らない連中」）によって盗まれ、その行方を捜している。シンヤを呼び出して「狐」という名の人物と遭遇していないか質問した。後に黒への友人と、その同業者を数人殺害している。
クラリッサ / 倉多里叉（くらた りさ）
首と手首に傷があり、カチューシャを着けている女性。賽子からは「クラリッサ」、赤鐘からは「リサ」と呼ばれている。

### マンションクローエ
女狐黒へ（めぎつね くろへ）
眼鏡を掛けたポニーテールの女性。マンションクローエの大家。死体愛好者でシンヤにコレクションである死体の写真を無理やり見せた事があり、シンヤに「現代に蘇った辻斬り事件」について質問して、彼が知らないと答えた途端、事件に興味があると思い込みマシンガントークを繰り広げた。さつきと知り合いで、彼女を「さっち」と呼んでいる。
「ヤの付く者」をしていた友人が何者かに殺害され、殺害現場の写真画像を見て、友人を殺害したのは「東京都辻斬り連続殺人事件」の犯人である辻斬りと確信。シンヤに刀「霞のうた」を本当は何処で入手し誰の所有物だったのか、刀の刃先に錆びついた血は誰の物かを問い詰めたが、シンヤに「霞のうた」を返してほしいと頼まれた上に、さつきを守ってもらわないと困るから危ない事に首を突っ込み過ぎないようにと言われて腹を立てたが、シンヤが「霞のうた」は辻斬りの刀ではないと説明、「代わりを用意する」と発言した為これを了承した。

### その他の人物
鳥口純太（とりぐち じゅんた）
八日館高校に通学している男子生徒でシンヤのクラスメイト。黒髪で後ろ髪を小さく束ね、耳にピアスをしている。十華に好意を抱いている。
石丸安那（いしまる やすな）
城下女子高等学校の生徒。名前と写真のみ登場。行方不明とされているが実際は朝人に殺害され、遺体は土に埋められた。
咲島瞳美（さきしま ひとみ）、宮本吉野（みやもと よしの）
名前と写真のみ登場。2人共、朝人に殺害された。
相澤志保（あいざわ しほ）
名前と写真のみ登場。
武臣真由（たけおみ まゆ）
名前と姿のみ登場。朝人に殺害された。

## 作中用語

### 事件
連続通り魔殺人事件（れんぞくとおりまさつじんじけん）
物語開始時点の半年以上前から如月市内で発生している連続殺人事件。新聞では、この事件の犯人を“如月市の殺人鬼”と報じており、この事について夢路は「（如月市民として）不名誉な称号」と批判している。
強盗目的でなく怨恨でもなく、被害者達は年齢・性別・職業が全て異なり接点も無く、唯一の共通点は「凶暴過ぎる」と夢路に評される程の殺害方法。
連続殺人と報道されているが、警察は一度も連続殺人という見解では発表しておらず、一部のメディアは独自に集めた情報を根拠に「連続殺人否定説」を推し出している。
東京都辻斬り連続殺人事件（とうきょうとつじぎりれんぞくさつじんじけん）
約15年前に発生していた連続殺人事件で、「現代に蘇った辻斬り事件」とも称されている。被害者は「国の金で私腹を満たした強欲政治家」「女子供に薬を撒いた似非芸能人」「危険思想宗教団体幹部の女」の計3人。

### 学校
八日館高校（ようかかんこうこう）
シンヤ、夜子、雅美、さつき、十華、夢路、赤鐘、純太が通学している高校。
城下女子高等学校（じょうかじょしこうとうがっこう）
迷が通学している女子校。朝人が勤務していた。

### 地名
如月市（きさらぎし）
物語の舞台。さつき曰く「田舎」。“連続通り魔殺人事件”（前述）の影響で、如月市内の各地にマスコミが来ている。
大津町（おおつちょう）
名前のみ登場。この町の河川近くの路上で、鈴木朝人の遺体が発見された。
葛木（かつらぎ）
名前のみ登場。ここにある住宅街の用水路傍で官林理絵子が遺体で見つかった。
泉町（いずみちょう）
名前のみ登場。この町の雑居ビルの路上で、圓環の遺体が発見された。
萩原（はぎはら）
名前のみ登場。ここにある林道で、浅間清香の遺体が発見された。
東新川（ひがししんかわ）
名前のみ登場。
なのはな公園
東新川にある森林公園。この公園の敷地内で、直江建牛の遺体が発見された。

### その他
はすみメンタルクリニック
心療内科。
霞のうた
御種の家にあった刀。黒へに渡すために、シンヤによって持ち出された。
シンヤ曰く「人斬りの刀ではなく、霞のうたが斬り捨てた命は自分と迷の母親」とのこと。

## 評価
編集者の冨岡晶は本作の1巻について、「ライトな見た目ながらも、小説のような読み応えがある」と評した。

## 単行本
- 真田ジューイチ 『危ノーマル系女子』 ほるぷ出版〈メテオCOMICS〉、既刊3巻
  1. 2013年1月10日発売 ISBN 978-4-593-85720-3
  2. 2014年2月12日発売 ISBN 978-4-593-85767-8
  3. 2015年8月11日発売 ISBN 978-4-593-85812-5